# Rally Alicante-Costablanca
El Rally Alicante-Costablanca es una prueba de rally que se disputa anualmente en la provincia de Alicante (España) desde 1969. En sus primeras ediciones se llamó Rally 500 km Nocturnos de Alicante y posteriormente recibió el nombre de Rally Cajalicante, entre 1984 y 1991, Rally Costablanca entre 1995 y 1999 y desde 2000 recibe el nombre actual. Fue puntuable para el Campeonato de España de Rally en varias ocasiones e incluso para el Campeonato de Europa de Rally en 1992.

## Historia
El ACA, (Automóvil Club de Alicante) que ya creaba pruebas automovilísticas desde 1956, creó en 1969 una prueba de rally bajo el nombre de I 500 km Nocturnos de Alicante. Esa primera edición, con un formato distinto de los rallyes modernos, contó con dos clasificaciones distintas, una denominada de handicap y otra de scratch. Al año siguiente entró en el calendario del campeonato de España, bajo el patrocinio de Bujías Bosch y el reglamento se basó en el Código Deportivo Internacional. Siempre en el mes de mayo se mantuvo en el calendario del campeonato nacional y el campeonato regional varios años. La prueba empezó a ganar prestigio y a contar con la participación de pilotos reconocidos de la época como Jorge de Bagration (participó en 1975 con un Lancia Stratos), Antonio Zanini o Salvador Cañellas. En 1983 celebró su decimoquinta edición bajo el patrocinio de la marca Pryca con un itinerario que llegó hasta Callosa d'Ensarrià. Pasado al mes de julio al año siguiente cambió su nombre por Rallye Cajalicante al recibir el patrocinio de dicha entidad bancaria. En 1988 se aumentó el número de kilómetros a disputar y volvió a celebrarse en el mes de mayo. Al año siguiente cuenta con numerosos pilotos extranjeros y de nuevo el itinerario se aumenta el kilometraje. En 1990 recibe el carácter de internacional y producen varios cambios. La sede pasa de Alicante a Benidorm y el itinerario varía. En 1991 la prueba se realiza acorde al reglamento del Código Deportivo Internacional de la FIA. En 1992 y debido a la fusión de las entidades bancarias Caja de Ahorros de Alicante y Caja de Ahorros del Mediterráneo, el rally cambia de nombre pasando a llamarse Rallye Mediterráneo Costablanca. Contó con un itinerario de 874 km y 21 tramos además de ser puntuable por primera vez en su historia para el Campeonato de Europa. Contó con diversos pilotos destacados del panorama nacional y debido al esfuerzo económico de la organización, no se volvió a celebrar durante tres años. Con el apelativo Rallye Costablanca se celebró a partir de 1995 siendo solo puntuable para el Campeonato de Rally de la Comunidad Valenciana donde triunfaron los pilotos locales. En 1999 fue preinscripción para el Campeonato de España en un intento por recuperar la puntuabilidad y bajo el nombre de Rallye Alicante-Costablanca. El rally se celebró ininterrumpidamente hasta 2011 cuando la organización tuvo que aplazar inicialmente la prueba y posteriormente anularla debido a la falta de apoyo institucional.
Se retomó en abril del año 2015 con el apoyo del Ayuntamiento de Onil, denominándose 41.º Rallye Alicante-Costablanca, Trofeo Villa de Onil. Los ganadores fueron la pareja formado por Santiago Carnicer y Víctor Buades a bordo de un Ford Fiesta R5.

## Palmarés
| Año  | Edición                                  | Piloto               | Copiloto                  | Automóvil                   | Series         |
| ---- | ---------------------------------------- | -------------------- | ------------------------- | --------------------------- | -------------- |
| 1969 | 1.er Rally 500 km Nocturnos de Alicante  | Santiago Martín      | Cort                      | SEAT 850 Coupé              |                |
| 1970 | 2.º Rally 500 km Nocturnos de Alicante   | Manuel Juncosa       | "Artemi" (Artemio Eche)   | Fiat Abarth 2000            | España         |
| 1971 | 3.er Rally 500 km Nocturnos de Alicante  | Alberto Ruiz-Giménez | Rafael Castañeda          | Porsche 911 S               | España         |
| 1972 | 4.º Rally 500 km Nocturnos de Alicante   | Manuel Juncosa       | Víctor Sabater            | SEAT 1430                   | España         |
| 1973 | 5.º Rally 500 km Nocturnos de Alicante   | Jorge Bäbler         | Ricardo Antolín           | SEAT 1430-1600              | España         |
| 1974 | 6.º Rally 500 km Nocturnos de Alicante   | Julio Gargallo       | Ignacio Lewin             | Porsche Carrera RS          | España         |
| 1975 | 7.º Rally 500 km Nocturnos de Alicante   | Jorge de Bagratión   | Ignacio Lewin             | Lancia Stratos              |                |
| 1976 | 8.º Rally 500 km Nocturnos de Alicante   | Marc Etchebers       | Marie-Christine Etchebers | Porsche Carrera             | España         |
| 1977 | 9.º Rally 500 km Nocturnos de Alicante   | Antonio Zanini       | Juan José Petisco         | SEAT 124-1800               | España         |
| 1978 | 10.º Rally 500 km Nocturnos de Alicante  | Marc Etchebers       | José Ramón Amorena        | Porsche Carrera RSR         | España         |
| 1979 | 11.º Rally 500 km Nocturnos de Alicante  | Marc Etchebers       | Marie C. Etchebers        | Porsche Carrera RSR         | España         |
| 1980 | 12.º Rally 500 km Nocturnos de Alicante  | Jorge de Bagration   | Nuria Llopis              | Lancia Stratos HF           | España         |
| 1981 | 13.er Rally 500 km Nocturnos de Alicante | ?                    | ?                         |                             | ?              |
| 1982 | 14.º Rally 500 km Nocturnos de Alicante  | Manuel Rodríguez     | «Ñota»                    | Renault 5 Turbo             | España         |
| 1983 | 15.º Rally 500 km nocturnos de Alicante  | Manuel Rodríguez     | Bandera de ?              | Renault 5 Turbo             |                |
| 1984 | 16.º Rally Cajalicante - RACE            | Carlo Capone         | Sergio Cresto             | Lancia 037                  | España, ERC    |
| 1985 | 17.º Rally Cajalicante - RACE            | Miki Biasion         | Tiziano Siviero           | Lancia 037                  | España, ERC    |
| 1986 | 18.º Rally Cajalicante                   | Ricardo Hilillo      | «Tolón»                   | Renault 5 Turbo             | Copa de España |
| 1987 | 19.º Rally Cajalicante                   | Carlos Sainz         | Antonio Boto              | Ford Sierra RS Cosworth     | España         |
| 1988 | 20.º Rally Cajalicante                   | Carlos Sainz         | Luis Moya                 | Ford Sierra RS Cosworth     | España         |
| 1989 | 21.er Rally Cajalicante Internacional    | Pep Bassas           | Antonio Rodríguez         | BMW M3                      | España         |
| 1990 | 22.º Rally Cajalicante Internacional     | Pep Bassas           | Antonio Rodríguez         | BMW M3                      | España         |
| 1991 | 23.er Rally Cajalicante Internacional    | Gustavo Trelles      | Ricardo Ivetich           | Lancia Delta Integrale 16V  | España         |
| 1992 | 24.º Rally Mediterráneo Costablanca      | Jesús Puras          | José Arrarte              | Lancia Delta HF Integrale   | España, ERC    |
| 1995 | 25.º Rally Costablanca                   | Antonio Llamusi      | José Miguel Bascuñana     | Peugeot 309 GTi             |                |
| 1996 | 26.º Rally Costablanca                   | Pere Morera          | Ángel Candela             | BMW M3                      |                |
| 1997 | 27.º Rally Costablanca                   | Manuel Muniente      | Joan Ibáñez               | Peugeot 306 S16             |                |
| 1998 | 28.º Rally Costablanca                   | Álex Abadía          | Jordi Bou                 | Peugeot 106 Maxi            |                |
| 1999 | 29.º Rally Costablanca                   | Álex Abadía          | Maribel Varón             | Peugeot                     |                |
| 2000 | 30.º Rally Alicante-Costablanca          | Javier Sanz          | Segui                     | Mitsubishi Lancer Evolution |                |
| 2001 | 31.er Rally Alicante-Costablanca         | Álex Abadía          | Maribel Varón             | Peugeot 306 Maxi            |                |
| 2002 | 32.º Rally Alicante-Costablanca          | José Luis Ortuño     | Pepe Durá                 | Mitsubishi Lancer Evo VI    |                |
| 2003 | 33.er Rally Alicante-Costablanca         | José Luis Ortuño     | Pepe Durá                 | Mitsubishi Lancer Evo VI    |                |
| 2004 | 34.º Rally Alicante-Costablanca          | Vicente Ferrer       | Bartolomé Ripoll          | Renault Clio Sport          |                |
| 2005 | 35.º Rally Alicante-Costablanca          | Miguel Fuster        | José Vicente Medina       | Renault Clio S1600          |                |
| 2006 | 36.º Rally Alicante-Costablanca          | Manuel Aviñó         | Nacho Aviñó               | BMW M3                      |                |
| 2007 | 37.º Rally Alicante-Costablanca          | Manuel Aviñó         | Nacho Aviñó               | Renault Clio S1600          |                |
| 2008 | 38.º Rally Alicante-Costablanca          | Santiago Carnicer    | Abel Blázquez             | Renault Maxi Megane         |                |
| 2009 | 39.º Rally Alicante-Costablanca          | Santiago Carnicer    | Abel Blázquez             | Renault Maxi Megane         |                |
| 2010 | 40.º Rally Alicante-Costablanca          | Santiago Carnicer    | Abel Blázquez             | Renault Mégane Maxi         |                |
| 2015 | 41.º Rally Alicante-Costablanca (Onil)   | Santiago Carnicer    | Víctor Buades             | Ford Fiesta R5              |                |